# 對滿事務局
对满事务局（日语：対満事務局/たいまんじむきょく）是一个日本于1934年设立的以实现对满行政的一体化为目标的政府机构。

## 概要
1934年12月26日设立对满事务局，由林铣十郎担任总裁，置于日本首相的管理之下，负责监督南满洲铁道和满洲电信电话株式会社的业务。
1942年11月，和拓务省、兴亚院、对满事务局、外务省东亚局与南洋局统合设立大东亚省。

## 历任总裁
- （兼）林铣十郎：1934年12月26日 -
- （兼）川島義之：1935年9月5日 -
- （兼）寺内寿一：1936年3月9日 -
- （兼）中村孝太郎：1937年2月2日 -
- （兼）杉山元：1937年2月9日 -
- （兼）板垣征四郎：1938年6月3日 -
- （兼）畑俊六：1939年8月30日 -
- （兼）東條英機：1940年7月22日 -
- （兼）東條英機：1941年10月18日 - 1942年11月1日